# Deroceras moldavicum
Deroceras moldavicum is een slakkensoort uit de familie van de Agriolimacidae. De wetenschappelijke naam van de soort is voor het eerst geldig gepubliceerd in 1961 door Grossu & Lupu.